# Affaire Cahouët

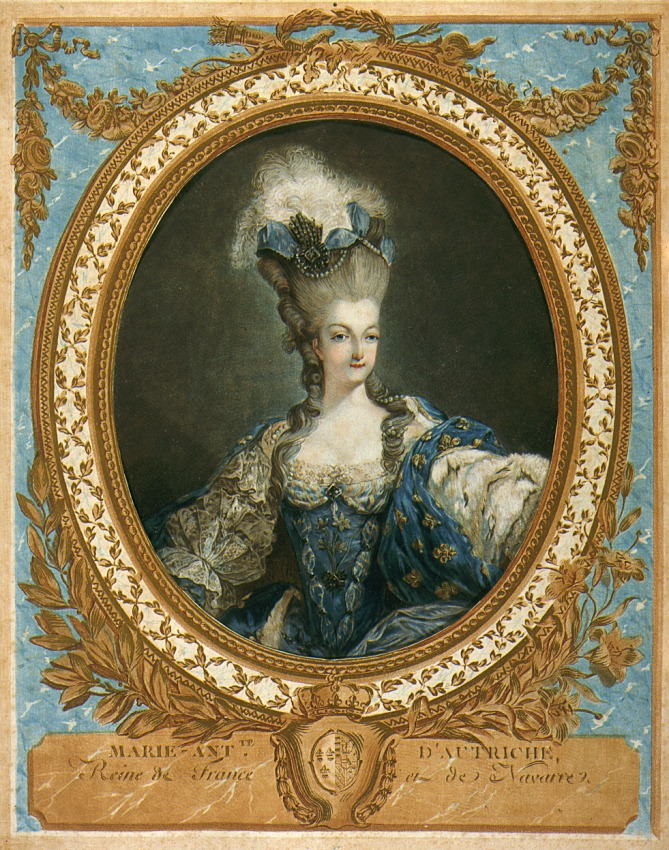
Portrait de Marie-Antoinette (1777), victime indirecte des intrigues de Victoire Cahouët de Villers

L’affaire Cahouët est une escroquerie qui impliqua en 1777 la reine Marie-Antoinette.

## Les protagonistes

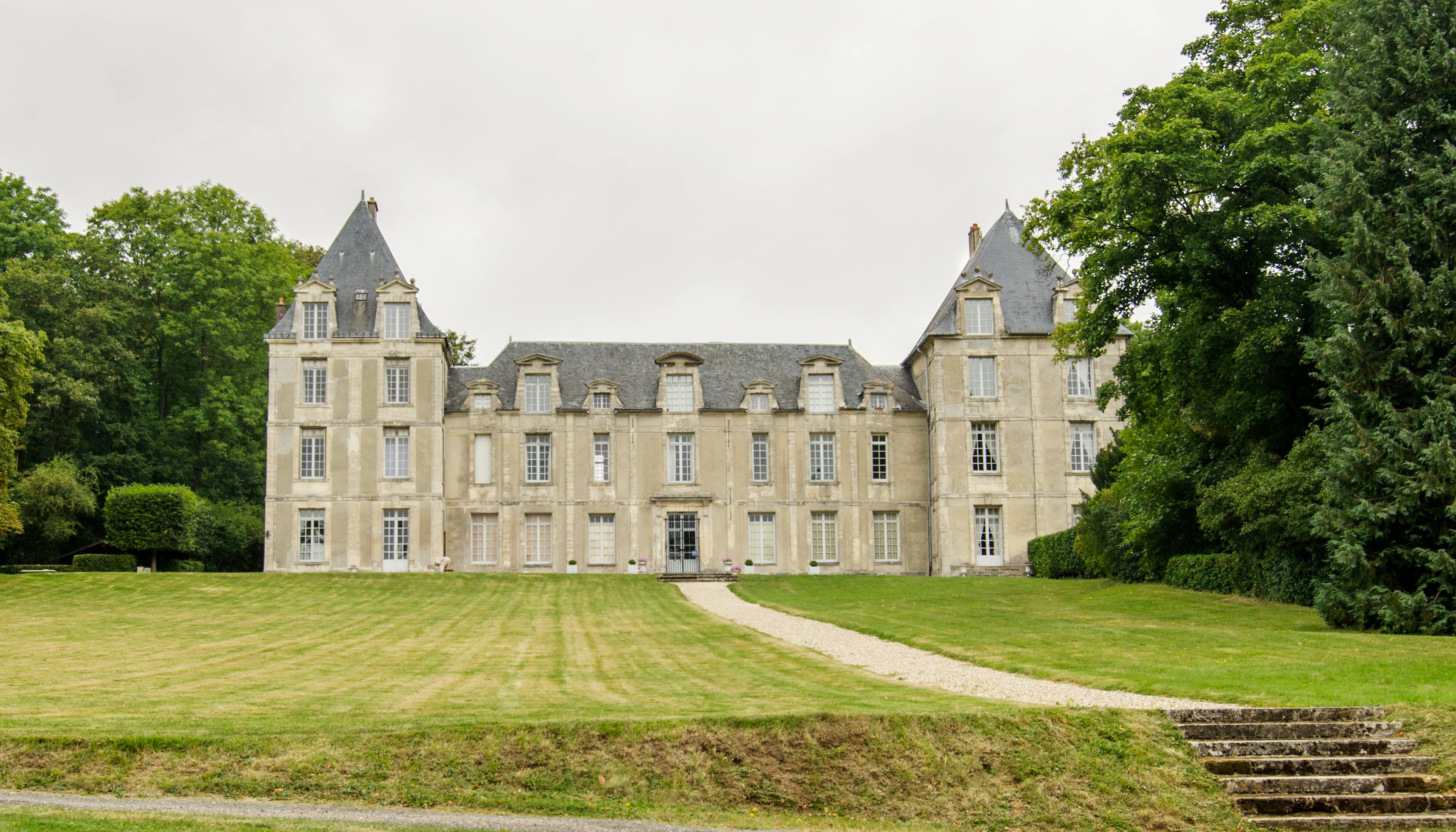
Le Château de Villers, acheté par Pierre Louis René Cahouët en 1763 qui rajoute le nom de sa nouvelle terre à son patronyme

L’instigatrice de cette affaire est Victoire Wallard, épouse de Pierre Louis René Cahouët de Villers, premier commis des bureaux de la guerre, issu d'une famille de la haute-bourgeoisie de Saumur. Victoire gagna l'amitié de l'Abbé Terray, qui fit nommer son mari trésorier-général de la maison du Roi. Les époux Cahouët menaient grand train et Victoire ne reculait devant aucun moyen pour se procurer de l’argent. Cette dernière est l'auteur de plusieurs escroqueries et manigances qui vont être à l'origine d'un scandale auquel le nom de la reine Marie-Antoinette va être mêlé. 

## L’affaire
Quelques années avant l’affaire du collier, Victoire Cahouët de Villers, intrigante galante et étourdie, s'est servie du nom de Marie-Antoinette pour duper et escroquer des sommes importantes à ceux qui croyaient à son influence. Selon Henriette Campan, Mme Cahouët de Villers voulait se faire passer, aux yeux de ses amis de Paris, comme étant en faveur à la Cour, où ne l'appelait pas sa naissance. Pendant les dernières années de la vie de Louis XV, elle avait déjà trouvé le moyen d'obtenir des sommes élevées en se faisant passer pour être la maîtresse du Roi. Elle venait régulièrement à Versailles et s'y tenait cachée dans une chambre d'hôtel ; faisant croire aux dupes qu'elle était appelée à la Cour pour des motifs secrets. Après la mort de Louis XV, cette femme forma le projet d'arriver jusqu'à la jeune Reine. Elle prit pour amant Gabriel de Saint-Charles, intendant des finances du Roi, dont le privilège était d'avoir accès, le dimanche, à la chambre de Marie-Antoinette. Victoire se vantait d’avoir de fréquentes audiences de la Reine et pour faire croire cela, elle se procura chez son amant des pièces signées par la Reine qu'elle s'appliqua alors à imiter. Ainsi Mme Cahouët de Villers contracta des emprunts au nom de Marie-Antoinette et contrefit son écriture à deux reprises en 1777. 
Elle avait imité la signature de la reine une première fois pour se procurer des vêtements chez Rose Bertin, la célèbre modiste. La Reine l'apprend et lui pardonne. Par la suite, Victoire parvint même à se faire écrire par Marie-Antoinette qui, par son intermédiaire, se procurait à Paris des objets de fantaisie. Ainsi, Mme Cahouët de Villers a été chargée de différentes petites affaires et commissions pour la Reine. Sous prétexte de vouloir exécuter plus fidèlement les commissions dont elle était chargée, Victoire montrait ces lettres aux marchands, ainsi, dans beaucoup de maisons, elle se fit passer comme jouissant d'une faveur particulière à la Cour.
L'épouse Cahouët va récidiver en fabriquant une nouvelle lettre signée Marie-Antoinette au moyen de laquelle elle put emprunter 200 000 livres au fermier général   Loiseau de Béranger. Ce dernier exprima le désir de recevoir un mot de la Reine pour être certain que la somme demandée lui était bien destinée. Mme Cahouët de Villers lui objecta que tel n'était pas l'usage et qu'il devrait se contenter d'un signe de tête que lui ferait Marie-Antoinette en guise de confirmation. Victoire raconta à la Reine que, le dimanche suivant, deux dames de la Cour devaient assister à la messe au château, coiffées d’une manière extravagante ; elle serait heureuse de connaître, par tel mouvement de tête, l’impression produite sur Sa Majesté. En même temps, ces deux personnes furent informées du désir de la Reine de pouvoir juger de l‘effet produit sur elles par certaine coiffure nouvelle dont le dessin leur était remis. Au jour dit, Mme Cahouët de Villers se rend à la chapelle, où elle se place à côté de Loiseau de Bérenger. Quand la Reine arrive, elle cherche du regard les deux dames qui lui ont été désignées puis les ayant vues, elle porte les yeux vers Mme Cahouët de Villers, lui sourit et fait de la tête un signe d‘approbation que Loiseau de Bérenger prend pour lui. Ce dernier, désormais convaincu remet la somme demandée le jour même à Mme Cahouët de Villers  qui garda le tout pour elle. Mais l’escroquerie parvint aux oreilles des Ministres.

## L'incarcération

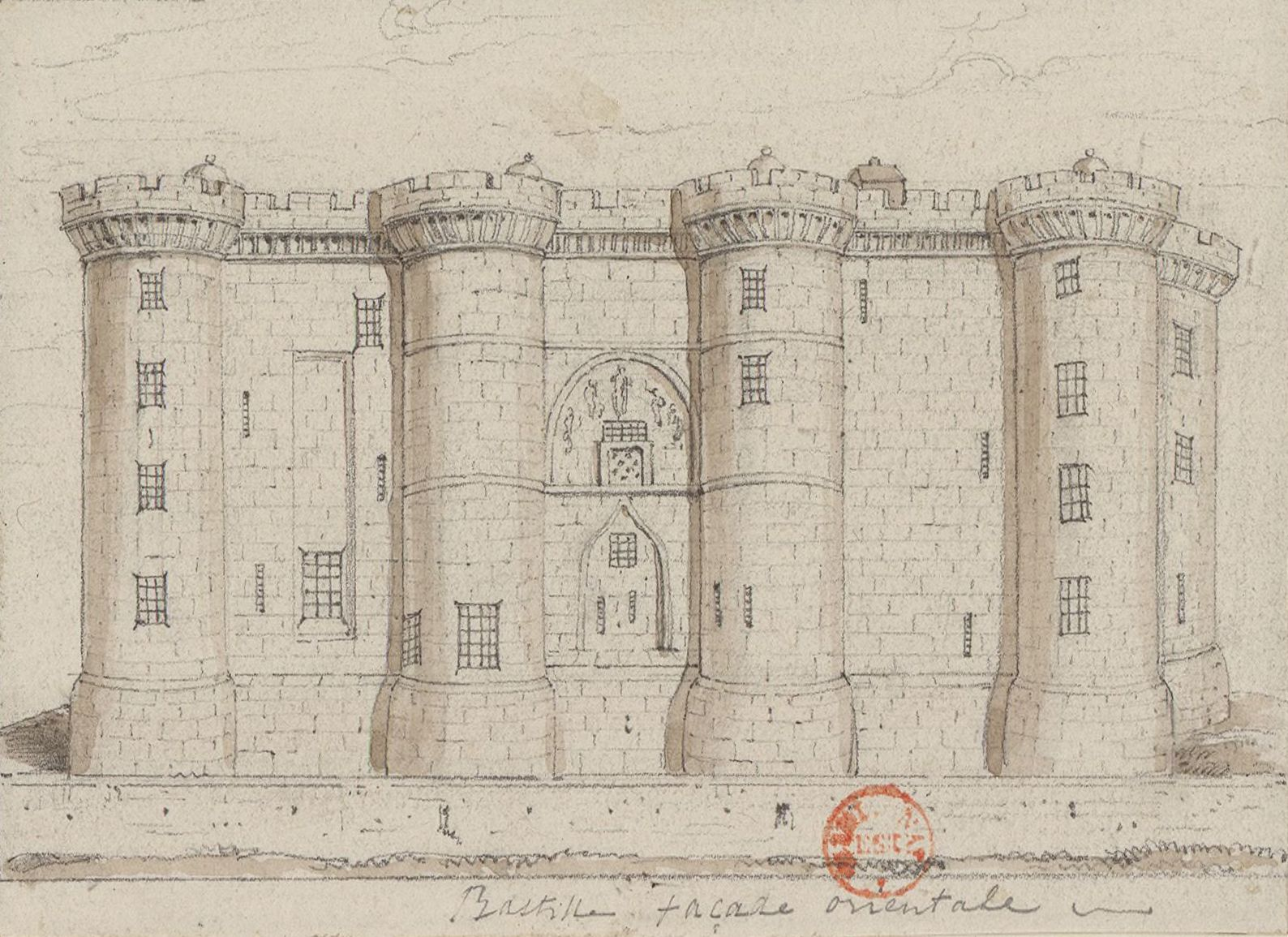
La Bastille, où fut incarcérée Victoire Cahouët de Villers

La reine étant mêlée à l’affaire, les ministres du roi, en particulier le comte de Maurepas qui craint que son neveu d'Aiguillon soit impliqué dans la machination, rejettent l'éventualité d'un procès. Il est alors décidé d'enfermer sans jugement les époux Cahouët à la Bastille, ne pouvant distinguer alors si le mari et la femme ou celle-ci seulement étaient coupables. Louis XVI signa une lettre de cachet contresigné par le secrétaire d’État Amelot. Le 13 mars 1777, Madame Cahouët de Villers fut enfermée dans la tour du Comté, et son époux dans la tour du Trésor. Ce dernier fut libéré le 24 mars 1777, sur les preuves qu'il n'avait en aucune façon pris part aux menées de sa femme. Après sa libération, il fut chargé de rembourser discrètement les dettes de son épouse, ce qui le mit dans une situation financière difficile.   
Victoire, même en prison, continua ses manigances. Le banquier de la Fosse, à qui elle devait près de 120 000 livres, se présenta pour voir sa débitrice qui se prétendit malade et incapable de le recevoir. Le banquier fut autorisé à revenir la visiter cinq jours plus tard mais il n'a pu obtenir le règlement de sa dette. Son mari qui, à Versailles (il résidait rue de l'Orangerie), jouissait d‘un poste honnête & lucratif, refusa de venir à son secours. Il ne voulut plus entendre parler d‘une femme qui l‘avait compromis et exposé au danger de perdre sa place.  
Le 20 juillet 1778, le Roi ordonna la mise en liberté de la détenue, ce qui signifiait qu'elle devait être conduite au couvent des Filles de la Croix pour y rester jusqu’à nouvel avis. Cet ordre s'explique par la dégradation progressive de la santé de Victoire à la Bastille. Elle en sortit le 21 août seulement après 1 an, 5 mois et 8 jours d'incarcération. Elle fut remise à la supérieure de la communauté sous le nom de Mme de Noyans. De là, elle passa dans le couvent des Filles de Saint-Thomas mais cette nouvelle existence ne convenait pas à son humeur enjouée. Elle se mit à dépérir et ne tarda pas à mourir, répétant sans cesse « Cette Bastille m'a tuée ».

## Regards de contemporains
« J'avoue que j'étais inquiète, et que s'il eût fallu recommencer ce que j'avais fait, je me serai retirée les mains nettes de cette affaire. Par un singulier pressentiment, je pensai à Madame Cahouët de Villers, qui avait été condamnée à une détention perpétuelle, pour s'être mêlée des affaires d'argent de Marie-Antoinette. »

— Jeanne de Valois-Saint-Rémy, Mémoires de la Comtesse de Valois de Lamotte, p.262

« Dans la recherche de toutes les menées de Mme Cahouët de Villers, il s'est trouvé beaucoup d'autres intrigues où nombre de gens fort connus seraient compromis si le jugement final de cette criminelle était prononcé par les tribunaux ordinaires. »

— Mercy-Argenteau à l'impératrice Marie-Thérèse, mère de Marie-Antoinette, le 16 avril 1777